# Hotjärnen, Ångermanland
Hotjärnen är en sjö i Kramfors kommun i Ångermanland och ingår i Ångermanälven-Gådeåns kustområde. Sjön har en area på 0,0758 kvadratkilometer och ligger 291,1 meter över havet.

## Delavrinningsområde
Hotjärnen ingår i det delavrinningsområde (698298-158006) som SMHI kallar för Ovan None. Medelhöjden är 341 meter över havet och ytan är 13,54 kvadratkilometer. Det finns inga avrinningsområden uppströms utan avrinningsområdet är högsta punkten. Avrinningsområdets utflöde Bollstaån (Majaån) mynnar i havet. Avrinningsområdet består mestadels av skog (89 procent). Avrinningsområdet har 0,23 kvadratkilometer vattenytor vilket ger det en sjöprocent på 1,7 procent.